# Гіді Канюк
Гіді Канюк (івр. ‏גידי קאניוק; нар. 11 лютого 1993, Рамат-Ган, Ізраїль) — ізраїльський футболіст, півзахисник ташкетського «Пахтакора», який на правах оренди виступає в «Маккабі» (Тель-Авів).

## Клубна кар'єра
Футболом розпочав займатися в дитячій школі «Маккабі» (Тель-Авів), а в 14-річному віці перейшов до молодіжної академії «Маккабі» (Петах-Тіква). Дебютував у дорослій команді клубу з Петах-Тікви 27 жовтня 2010 року в переможному (3:2) поєдинку кубку Тото проти Хапоеля (Петах-Тіква), вийшовши на поле в другому таймі з лави для запасних. У Прем'єр-лізі дебютував 16 квітня 2012 року в програному (0:1) поєдинку проти «Хапоеля» (Беер-Шева) й до завершення сезону виходив на поле у всіх матчах решти сезону, але зрештою «Маккабі» (Петах-Тіква) вилетів до Ліги Леуміт.
У сезоні 2012/13 років став основним гравцем у клубі та допоміг йому повернутися до Прем'єр-ліги, одночасно з цим продовжував грати в молодіжній команді. 18 січня 2014 року відзначився дебютним голом у Прем'єр-лізі в нічийному (2:2) поєдинку проти «Бней-Єгуди». У 2016 році разом з командою виграв свій четвертий Кубок Тото.
11 липня 2017 року Канюк підписав 1,5-річний контракт з клубом узбецької Суперліги «Пахтакор» (Ташкент). 31 січня 2018 року був орендований тель-авівським «Маккабі», при цьому гравець підписав контракт з клубом терміном на 3,5 роки. Дебютував у новій команді 12 березня 2018 року в переможному (2:0) поєдинку проти свого колишнього клубу, «Маккабі» (Петах-Тіква), вийшовши на поле в другому таймі з лави для запасних.

## Кар'єра в збірній
У 2010 та 2011 роках виступав за юнацьку збірні Ізраїлю. У складі юнацької збірної Ізраїлю U-18 зіграв 12 матчів і відзначився одним голом, у складі юнацької збірної U-19 зіграв чотири матчі.

## Титули і досягнення
- Володар Кубка Тото (1):

Маккабі (Петах-Тіква): 2015-16